# Зигомікотові гриби
Зигомікотові гриби (Zygomycota) — тип грибів, що об'єднує 10 порядків, 27 родин, близько 170 родів і понад 1000 видів. Відрізняються розвинутим ценоцитним міцелієм непостійної товщини, у якому септи утворюються лише для відділення репродуктивних органів. Майже всі представники цього типу є одноклітинними, що ведуть наземний спосіб життя.

## Систематика
Зигомікотові гриби вважаються парафілетичною або поліфілетичною групою, точне систематичне положення їх не встановлено. Поділ на класи не визночено, тип поділяють на 10 порядків, які умовно розділяють між 4 підтипами:
- Enthomophthoromyconina
  - Ентомофторові(Entomophthorales)
- Kickxellomycotina
  - Аселларові (Asellariales (інші мови))
  - Димаргаритові (Dimargaritales (інші мови))
  - Харпеллові (Harpellales (інші мови))
  - Кікселлові (Kickxellales (інші мови))
- Mucoromycotina (інші мови)
  - Ендогонові (Endogonales (інші мови))
  - Мортіереллові (Mortierellales (інші мови))
  - Мукорові (Mucorales (інші мови))
- Zoopagomycotina (інші мови)
  - Зоопагові (Zoopagales (інші мови))

Для трьох родів приналежність до родин і порядків не визначено:
- Densospora (інші мови)
- Nothadelphia (інші мови)
- Spirogyromyces (інші мови)

Раніше тип поділяли на два класи — Zygomycetes (власне зигоміцети) і Trichomycetes (трихоміцети). Клас трихоміцетів складався з 4 порядків, відтак 2 з них (Аселларові і Харпеллові) було віднесено до підтипу Kickxellomycotina, а ще двох (Еккринові (Eccrinales) і Амебідові (Amoebidiales)) було перенесено до царства напростійших (Protozoa).
2007 року групою з 48 дослідників з США, Великої Британії, Німеччини, Швеції, Китаю та інших країн було запропоновано систему грибів, у якій тип Zygomycota є виключеним. Вказані вище підтипи розглядаються як такі, що не мають визначеного систематичного положення у царстві Гриби.

## Життєвий цикл
Розмножуються статевим, нестатевим і вегетативним шляхами. Усі стадії розвитку, окрім зиготи, є гаплоїдними.
Міцелій зигоміцетів має два знаки («+» і «-»). При контакті протилежних міцеліїв (зливанні клітин на їх кінцях — зигогамії), формується зигота, що після мейозу дає зачатковий міцелій зі спорангієм, у якому розвиваються спори, що дають міцелій різних знаків.
Для нестатевого розвитку на ньому утворюються спорангії або спораніолі (численні спорангії з 2-3 спорами), в яких розвиваються спори, що дають нові вегетативні міцелії.
Вегетативно поширюються столонами — гіфами, що викидаються у повітряне середовище, що знаходять потрібний субстрат і випускають ризоїди, даючи початок новій колонії

## Представники
Порядок Zoopagales охоплює хижі гриби, що мають клейкі гіфи та ловецькі кільця, і харчуються найпростішими, нематодами та маленькими личинками комах.

## Екологія
Типові ґрунтові гриби, багато з них утворюють мікоризу. В основному є сапротрофами, хоча багато з них можуть розвиватися на живих ослаблених рослинах як паразити, а Spinellus паразитує на базадіоміцетах. Порядок Entomophthorales — патогени комах, деякі зигоміцети здатні викликати вторинні інфекції людини. Тропічні роди можуть викликати синдром Вегенера.

## Використання людиною
Використовуються як продуценти різних речовин, найбільш інтенсивно — в Японії. Rhizopus stolonifer  використовується для отримання фумарової кислоти, Rhizopus oryzae  — спиртів, Blakeslea trispora  — β-каротину , Phycomyces blakesleanus і різні види Rhizopus використовуються для отримання медичних препаратів.